# Grundgesamtheit
Die Grundgesamtheit (auch Population, statistische Masse, Kollektiv oder Gesamterhebungsumfang) ist ein Begriff der Statistik. Die Grundgesamtheit bezeichnet diejenige Menge aller Objekte, über die eine Aussage getroffen werden soll. Grundgesamtheiten werden häufig nur unvollständig erfasst und lediglich näherungsweise beschrieben, etwa durch eine Teilerhebung in der deskriptiven Statistik oder eine stichprobenhafte Erhebung mittels der Stochastik.

## Definition
In der Statistik bezeichnet die Grundgesamtheit die Menge aller statistischen Einheiten (auch Merkmalsträger, Untersuchungseinheiten, Erhebungseinheiten) mit übereinstimmenden Identifikationskriterien (sachlich, räumlich und zeitlich). Die statistische Einheit ist Träger der Informationen für die statistische Untersuchung. Statistische Einheiten können natürliche Einheiten (Personen, Tiere, Pflanzen, Werkstücke), aber auch künstliche Einheiten, zum Beispiel sozio-ökonomische Einheiten (Familien, Haushalte, Unternehmen) oder Ereignisse, sein.
„Eine Grundgesamtheit kann endlich oder unendlich viele Elemente enthalten. Theoretische Grundgesamtheiten sind oft (überabzählbar) unendlich, wie z. B. bei stetigen Zufallsvariablen. Reale Grundgesamtheiten sind meistens sehr groß, aber immer endlich.“ Dementsprechend unterscheidet man auch endliche Grundgesamtheiten und unendliche Grundgesamtheiten. Man spricht auch von einer geschlossenen Grundgesamtheit und einer offenen Grundgesamtheit. „Die endliche Grundgesamtheit wird als eine geschlossene, die unendliche als eine offene bezeichnet.“

## Erfassung und Erhebung von Grundgesamtheiten

### Vollständige Erfassung von Grundgesamtheiten
Die vollständige Erfassung von Grundgesamtheiten ist mittels der deskriptiven Statistik möglich. Sie wird auch als Vollerhebung oder Totalerhebung bezeichnet, wobei der Begriff Erhebung in diesem Fall irreführend ist, da er aus der Empirie stammt.
Ein Beispiel für eine vollständig erfassbare Grundgesamtheit sind alle Personen (statistische Einheiten), die am 1. Januar 2009 (zeitliche Identifikation) mit ihrem Hauptwohnsitz (sachliche Identifikation) in Berlin (örtliche Identifikation) gemeldet sind.
Ein Hinweis, dass die Datenerfassung keine Vollerhebung darstellt, ist die Antwort auf die Frage: Würde eine Wiederholung der Erhebung dieselben Daten liefern? Beispielsweise: Messdaten sind selten eine Vollerhebung, da sie bei der Wiederholung in der Praxis zeitlich oder örtlich versetzt genommen würden. Das ist insbesondere dann der Fall, wenn die Daten automatisch durch eine kontinuierliche Messung mit einer zeitlichen Abtastung erzeugt werden, oder wenn für die Erhebung manuell Proben aus einem Prozess entnommen werden.
Je nachdem, wie die Eingrenzung der Grundgesamtheit über ein zeitliches Kriterium erfolgt, spricht man entweder von Bestandmassen oder von Bewegungsmassen:
BestandmasseVon einer Bestandmasse spricht man, wenn zu einem festen Zeitpunkt der Bestand an Merkmalsträgern festgelegt wird. Dies ist bei Merkmalsträgern mit einer bestimmten Verweildauer sinnvoll („z. B. der Lagerbestand einer Firma am 31. Dezember 2006“).
BewegungsmasseVon einer Bewegungsmasse spricht man, wenn die Elemente Ereignisse sind, deren Menge durch Angabe eines bestimmten Zeitraumes eingegrenzt wird („z. B. die Anzahl der Geburten in einer Stadt im Jahre 2006“).
Auch Meinungsumfragen können Grundgesamtheiten unter Umständen vollständig abbilden. Dies ist dann möglich, wenn alle statistischen Einheiten auch tatsächlich befragt werden, etwa eine Meinungsumfrage in einem Sportverein, die ausschließlich die Meinung dieses einen Sportvereins abbilden soll (und nicht etwa daraus auf die Meinung in anderen Sportvereinen geschlossen wird). Beispiele für die vollständige Erfassung großer Grundgesamtheiten sind Volkszählungen sowie die Stimmenauszählung bei überregionalen Wahlen.
Grundgesamtheiten sind oftmals sehr groß und nur mit großem Aufwand oder gar nicht erfassbar. Wird die vollständige Erfassung mittels der deskriptiven Statistik nicht erreicht, spricht man von einer Teilerhebung.

### Erhebung mittels Stochastik
Um Grundgesamtheiten, die nicht vollständig erfasst wurden, zumindest näherungsweise zu beschreiben, werden Methoden der Stochastik, insbesondere der mathematischen Statistik, angewendet. Dabei wird auf Basis der Datenerhebung aus einer Stichprobe, die für die Grundgesamtheit als repräsentativ angenommen wird, auf die tatsächliche, gesuchte Grundgesamtheit geschlossen. Diese wird in der empirischen Forschung unter anderem als Population oder Zielpopulation (englisch target population) bezeichnet.
Zum Beispiel wird in der Wahlforschung nicht die gesamte wahlberechtigte Bevölkerung nach ihrer Parteienpräferenz befragt, sondern eine Stichprobe erhoben, die in ihren Eigenschaften (Alter, Geschlecht, Wohnsitz usw.) die Verhältnisse widerspiegelt, die in der Grundgesamtheit vorliegen. Die durch Befragung mittels Stichprobe erfassten Daten werden mit Hilfe statistischer Verfahren auf die Grundgesamtheit hochgerechnet und ergeben so eine Wahlprognose. Die Grundgesamtheit ist in diesem Fall definiert als die Anzahl an Personen, die zu einem bestimmten Wahltermin ihre Stimme einer bestimmten Partei (Identifikationsmerkmal) geben werden. Eine vollständige Erfassung der Grundgesamtheit erfolgt in diesem Fall aber ebenfalls, durch das Auszählen aller abgegebenen Stimmen nach der tatsächlich erfolgten Wahl. An diesem Beispiel wird auch deutlich, dass die empirische Beschreibung von Grundgesamtheiten nicht immer unabhängig von der tatsächlichen Grundgesamtheit ist: Allein die Erhebung von Wahlprognosen kann das Wahlverhalten und somit die tatsächlichen Grundgesamtheiten beeinflussen. Der Effekt ist nur schwer charakterisierbar und gilt nicht zuletzt deshalb als unerwünscht bei demokratischen Wahlen. Er wird so gut es geht vermieden, indem beispielsweise keine Wahlprognosen veröffentlicht werden, während gewählt wird.
Die definierte Zielpopulation (z. B. alle Deutschen ab 18 Jahren) ist oft nicht identisch mit der faktischen Grundgesamtheit, aus der die Stichprobe, beispielsweise für eine Wahlumfrage, gezogen wird. Das liegt daran, dass manche Elemente der Grundgesamtheit gar keine oder eine kleinere Chance haben, in die Stichprobe zu gelangen, als andere. Dazu gehören Menschen in Anstalten (z. B. Studentenwohnheimen, Strafanstalten, Kasernen), mobile Personen wie Binnenschiffer, aber auch manche Obdachlose (Undercoverage). In der Praxis wird der Schluss von der Stichprobe auf die Zielpopulation zusätzlich durch Nonresponse (auch bezeichnet als Dropout) erschwert. Darunter versteht man das Nichtantworten auf eine Befragung durch Elemente der Grundgesamtheit, die bereits in die Stichprobe gelangt sind.